# Filmography
Filmography – drugi zbiór teledysków japońskiej piosenkarki Namie Amuro. Został wydany 7 marca 2001 roku, w wersji DVD i VHS.

## Lista utworów
DVD/VHS
| Nr | Tytuł                                     |
| -- | ----------------------------------------- |
| 1. | "I HAVE NEVER SEEN (Music Video)"         |
| 2. | "RESPECT the POWER OF LOVE (Music Video)" |
| 3. | "SOMETHING ’BOUT THE KISS (Music Video)"  |
| 4. | "LOVE 2000 (Music Video)"                 |
| 5. | "NEVER END (Music Video)"                 |
| 6. | "PLEASE SMILE AGAIN (Music Video)"        |
| 7. | "think of me (Music Video)"               |

Bonus DVD
| Nr | Tytuł                            |
| -- | -------------------------------- |
| 1. | "think of me - non edit version" |